# Ancel Keys
Ancel Benjamin Keys (Colorado Springs, 1904. január 26. – Minneapolis, 2004. november 20.) amerikai fiziológus, aki az étrend egészségre gyakorolt hatását tanulmányozta.
Keys azt feltételezte, hogy az étrendi telített zsírok többszörösen telítetlen zsírokkal való helyettesítése csökkenti a szív- és érrendszeri betegségek kialakulását. Egészségügyi szervezetek modern táplálkozási ajánlásai, szisztematikus áttekintések és nemzeti egészségügyi ügynökségek igazolják ezt.
Keys a férfiak éhezését tanulmányozta, és megjelentette a The Biology of Human Starvation (1950) című könyvet, amely továbbra is az egyetlen ilyen forrás. A szív- és érrendszeri betegségek epidemiológiáját vizsgálta, és két híres diétáért volt felelős: a K-rations, amelyet a második világháborúban harcoló katonák kiegyensúlyozott táplálékaként fogalmaztak meg, és a mediterrán diéta, amelyet feleségével, Margarettel népszerűsített.

## Élete
Ancel Benjamin Keys Colorado Springsben született 1904. január 26-án, Benjamin Pious Keys (1883–1961) és Carolyn Emma Chaney (1885–1960), Lon Chaney (1883–1930) színész és rendező húga fiaként. 1906-ban San Franciscóba költöztek, mielőtt az 1906-os San Francisco-i földrengés lezajlott. Röviddel a katasztrófa után családja Berkeley-be költözött, ahol ő is felnőtt. Keys intelligens fiú volt; Lewis Terman neves pszichológus, a Stanford-Binet IQ-teszt feltalálója intellektuálisan tehetségesnek jellemezte. Fiatalkorában otthagyta a középiskolát, hogy alkalmi munkákat folytasson, mint például denevérguanót lapátolt Arizonában vagy fakitermelésen dolgozott. Végül befejezte középiskolai tanulmányait, és 1922-ben felvételt nyert a berkeley-i Kaliforniai Egyetemre.